# Barathea
Barathea, nogle gange stavet barrathea, er et blødt tekstil, med hopsackkipervævning, der giver en ledt rug eller rynket overflade. Trådene består af uld, silke eller bomuld. Kamgarnsbarathea (fremstillet med blødt uldgarn) bruges ofte til aftenfrakker, som kjolefrakker, smoking og militæruniformer, i sort eller midnatsblå. Silkebarathea, enten fuldstændigt af silke eller med brug af islæt i bomuld, anvendes ofte til slips.